# Холмс, Эрнест
Эрнест Шартлефф Холмс (англ. Ernest Shurtleff Holmes; 21 января 1887 — 7 апреля 1960) — основатель движения под названием «Религиозная Наука», или «Наука Разума», являющееся частью движения «Новой Мысли». Автор книги «Наука Разума» и других метафизических работ, основатель журнала «Наука Разума», который издается с 1927 года. Его книги неоднократно переиздаются, а идеи его «Науки Разума» вдохновили и повлияли на многие поколения студентов и преподавателей-метафизиков.

## Биография
Эрнест Холмс родился 21 января 1887 года на маленькой ферме в штате Мэн, США. Эрнест был младший из девяти сыновей. Он получил основы образования в местных школах. Он однажды сказал: «Я оставил школу, когда мне было примерно 15 лет и не возвращался более, кроме как для изучения искусства публичных выступлений». В возрасте 18 лет он переезжает в Бостон, где работает в местном магазине. Вскоре он открывает для себя труды Ральфа Уалдо Эмерсона. Позже он скажет: «Чтение Эмерсона — это как глоток воды для меня. Я изучаю Эмерсона всю мою жизнь». Его дальнейшее изучение метафизики привело его к учению Христианской Науки Мэри Бейкер-Эдди. В 1914 году он переезжает в Венецию, Калифорния, где изучает труды Томаса Троварда, Кристиана Ларсона и других. Почти случайно получается так, что его приглашают говорить об учениях Троварда сначала перед небольшой группой людей, которая впоследствии становится все больше и больше. Позже, когда его аудитория разрослась до тысяч человек, он принимает духовный сан в церкви Божественной Науки. Эрнест публикует свою первую книгу «Творческий Разум» (Creative Mind) в 1919, за которой почти сразу следует вторая Creative Mind and Success («Творческий разум и успех»). Он продолжает свои исследования, а также продолжает выступать перед все более многочисленными аудиториями. В это же время он пишет свой труд The Science of Mind («Наука Разума»), которая впоследствии станет «учебником» по философии Религиозной Науки. Этот труд, впервые изданный в 1922 году, исправленный в 1926, был переведен на многие языки мира. 23 октября 1927 года он женится на Хейзел Фостер, и они становятся неразлучными партнерами на протяжении тридцати лет. Ранее в том же году он основывает Институт Религиозной Науки и Школу Философии. В 1953 году Институт стал Церковью Религиозной Науки. В 1967 году Церковь приобрела своё сегодняшнее название «Объединенная Церковь Религиозной Науки» (United Church of Religious Science) с филиалами по всему миру. Эрнест Холмс ушел из жизни 7 апреля 1960 года. У него не было детей. Однако он оставил после себя бессмертное наследство: образ жизни, который он назвал Религиозная Наука.